# Christoph Daum
Christoph Paul Daum, född 24 oktober 1953 i Zwickau i Sachsen (men uppväxt i Oelsnitz i samma förbundsland) i dåvarande Östtyskland, död 24 augusti 2024 i Köln, Nordrhein-Westfalen, var en tysk fotbollsspelare och fotbollstränare.
Christoph Daum blev känd som succétränare i det tyska bundesligalaget 1. FC Köln där han tillträdde 1985/86. Under hans tid i Köln nådde laget andraplatsen flera år i rad. 1990 sparkade Kölns klubbledning Daum av okända skäl. Efter Köln blev VfB Stuttgart nästa adress för Daum som vann Bundesligan med klubben säsong 1991/92. Därefter följde flera år i Turkiet tills han återvände till Tyskland 1996, den här gången som tränare i Bayer 04 Leverkusen. Även här nådde Daum topplaceringar flera år i rad.
År 2000 skulle han tillträda som ny förbundskapten för Tysklands herrlandslag i fotboll efter Erich Ribbeck. På grund av kokainmissbruk blev han av med denna tilltänkta post ("Daum-affären"). Hans kokainmissbruk avslöjades efter att Daum varit i konflikt med Uli Hoeness och denne antytt Daums missbruk. Daum gick med på ett test för att bevisa sin oskuld - och åkte fast. Daum lämnade Tyskland och var därefter tränare i Österrike och Turkiet, där han vann flera ligatitlar.
Under december 2006 återvände Daum till klubben 1. FC Köln, som då spelade i andra bundesligan.
Under augusti 2013 återvände Daum på nytt till Turkiet, denna gång för att ta över Bursaspor.

## Klubbar
Som spelare
- Eintracht Duisburg 1848 (1972–1975)
- 1. FC Köln (1975–1979)

Som tränare
- 1. FC Kölns ungdomslag
- 1. FC Köln (1986–1990)
- VfB Stuttgart (1990–1993)
  - Tysk mästare 1992
- Beşiktaş JK (1994–1996)
- Bayer 04 Leverkusen (1996–2000)
- Beşiktaş JK (2001–2002)
- FK Austria Wien (2002–2003)
  - Österrikisk mästare 2003
- Fenerbahçe SK (2003–2006)
  - Turkisk mästare 2004, 2005
- 1. FC Köln (2006–2009)
- Fenerbahçe SK (2009–2010)
- Eintracht Frankfurt (2011)
- Club Brugge KV (2011–2012)
- Bursaspor (2013–2014)
- Rumänien (2016–2017)